# Guilford (Pennsilvània)
Guilford és una concentració de població designada pel cens dels Estats Units a l'estat de Pennsilvània. Segons el cens del 2000 tenia 1.835 habitants.

## Demografia
Segons el cens del 2000, Guilford tenia 1.835 habitants, 731 habitatges, i 595 famílies. La densitat de població era de 566,8 habitants per quilòmetre quadrat.
Dels 731 habitatges en un 29,3% hi vivien nens de menys de 18 anys, en un 74,8% hi vivien parelles casades, en un 5,2% dones solteres, i en un 18,5% no eren unitats familiars. En el 16% dels habitatges hi vivien persones soles el 9,7% de les quals corresponia a persones de 65 anys o més que vivien soles. El nombre mitjà de persones vivint en cada habitatge era de 2,51 i el nombre mitjà de persones que vivien en cada família era de 2,79.
Per edats la població es repartia de la següent manera: un 21,9% tenia menys de 18 anys, un 4,4% entre 18 i 24, un 21,9% entre 25 i 44, un 31,3% de 45 a 60 i un 20,4% 65 anys o més.
L'edat mediana era de 46 anys. Per cada 100 dones de 18 o més anys hi havia 91,8 homes.
La renda mediana per habitatge era de 60.594 $ i la renda mediana per família de 62.978 $. Els homes tenien una renda mediana de 44.583 $ mentre que les dones 32.132 $. La renda per capita de la població era de 28.723 $. Cap de les famílies i el 2% de la població estaven per davall del llindar de pobresa.

## Poblacions més properes
El següent diagrama mostra les poblacions més properes.